# Cucumaria duriuscula
Cucumaria duriuscula is een zeekomkommer uit de familie Cucumariidae.
De wetenschappelijke naam van de soort werd in 1901 gepubliceerd door Carel Philip Sluiter.